# Spotify Greenroom
Spotify Greenroom ist eine Social-Audio-App von Spotify, die es dem Nutzer ermöglicht, einen virtuellen Live-Audio-Raum für Konversationen zu hosten oder daran teilzunehmen. Die derzeitige Kapazität eines einzelnen Raums ist auf 1000 Personen begrenzt. Die App ist für Android und iOS verfügbar. Sie konkurriert mit Twitter Spaces und Clubhouse, die zum selben Social-Media-Segment gehören.

## Geschichte
Im Oktober 2020 veröffentlichte Betty Labs Locker Room exklusiv für den iOS-App-Store. Die App enthielt virtuelle Audio-Chaträume für Sportler und Fans. Ende März 2021 erwarb Spotify Betty Labs für 50 Millionen und kündigte Pläne an, die App umzugestalten und den Schwerpunkt auf Sport, Musik und Popkultur zu legen. Am 16. Juni 2021 veröffentlichte Spotify die App als Spotify Green Room auf Android (Early Access) und iOS. Diesmal ist die Anwendung nicht mehr auf Sport beschränkt.

## Funktionen
Greenroom ermöglicht es dem Benutzer, einen Raum zu erstellen oder einem Raum beizutreten. In Bezug auf die Anwendung ist ein Raum ein virtueller Ort, an dem Menschen in Echtzeit miteinander sprechen können. Der Nutzer kann einen Raum nur unter einer Gruppe erstellen. Die Gruppen werden von der Anwendung vordefiniert und repräsentieren entweder eine Marke oder eine allgemeine Kategorie, wie der Name schon sagt. Wenn ein Benutzer einen Raum erstellt, ist er der Gastgeber des Raums. Ein Gastgeber kann Personen in den Raum einladen und entscheiden, wer sprechen darf. Der Gastgeber kann bei der Erstellung des Raums die Registerkarte „Aufnahme“ und „Diskussionen“ aktivieren. Wenn die Aufzeichnung in einem Raum aktiviert ist, wird ein Haftungsausschluss im Raum angezeigt, um andere Benutzer darüber zu informieren, dass die Unterhaltung aufgezeichnet wird. Das im mp4-Format aufgezeichnete Audio wird nach Abschluss des Raums per E-Mail an den Gastgeber gesendet. Wenn die Registerkarte „Diskussionen“ aktiviert ist, können sich die Benutzer im öffentlichen Chatbereich des Raums gegenseitig Textnachrichten senden. Außerdem kann der Gastgeber bei Bedarf Benutzer aus dem Raum verbannen. Wenn sich ein Benutzer entscheidet, einem Raum beizutreten, kann er entweder als Zuhörer bleiben oder den Gastgeber auffordern, Sprecher zu werden. Nutzer haben das Recht, anderen Nutzern zu folgen oder sie zu blockieren, wenn sie es für richtig halten. Benutzer können auch jeder Gruppe beitreten, wenn sie es für richtig halten. Die Benutzer erhalten eine Benachrichtigung, wenn neue Räume in Gruppen, denen sie angehören, erstellt werden. Der Benutzer kann neue Benutzer und Gruppen über die Suchfunktion finden.